# Рузская Аляска
Хаскидеревня «Рузская Аляска» — первый в Московской области реабилитационный центр по спасению, лечению и психологической адаптации северных ездовых собак, центр активного зимнего отдыха. Расположен в деревне Бараново Рузский городской округ Московской области на берегу реки Москва.

## История
«Рузская Аляска» существует с ноября 2016 года, когда была приобретена земля в Рузском районе.
В 2016 году с собаками, в качестве волонтеров, участвовали на крупнейшей гонке — «Волга квест.
В 2017 Наталия продала всю недвижимость в Москве, оставив себе загородный дом.
Проект начинался как благотворительный для собак северных ездовых пород, попавших в беду.
Мы хотели обеспечить им правильный образ жизни. Цель — популяризация ездового туризма, потому что в России такого понятия почти не было. Ездовой спорт был, а ездового туризма не было. — Наталия Басина
В ноябре 2017 года создавалась инфраструктура: построили питомник
Питомник расположен на 4000 квадратных метров, в нём проживает около сотни сибирских хаски, и маламутов.

## Виды животных

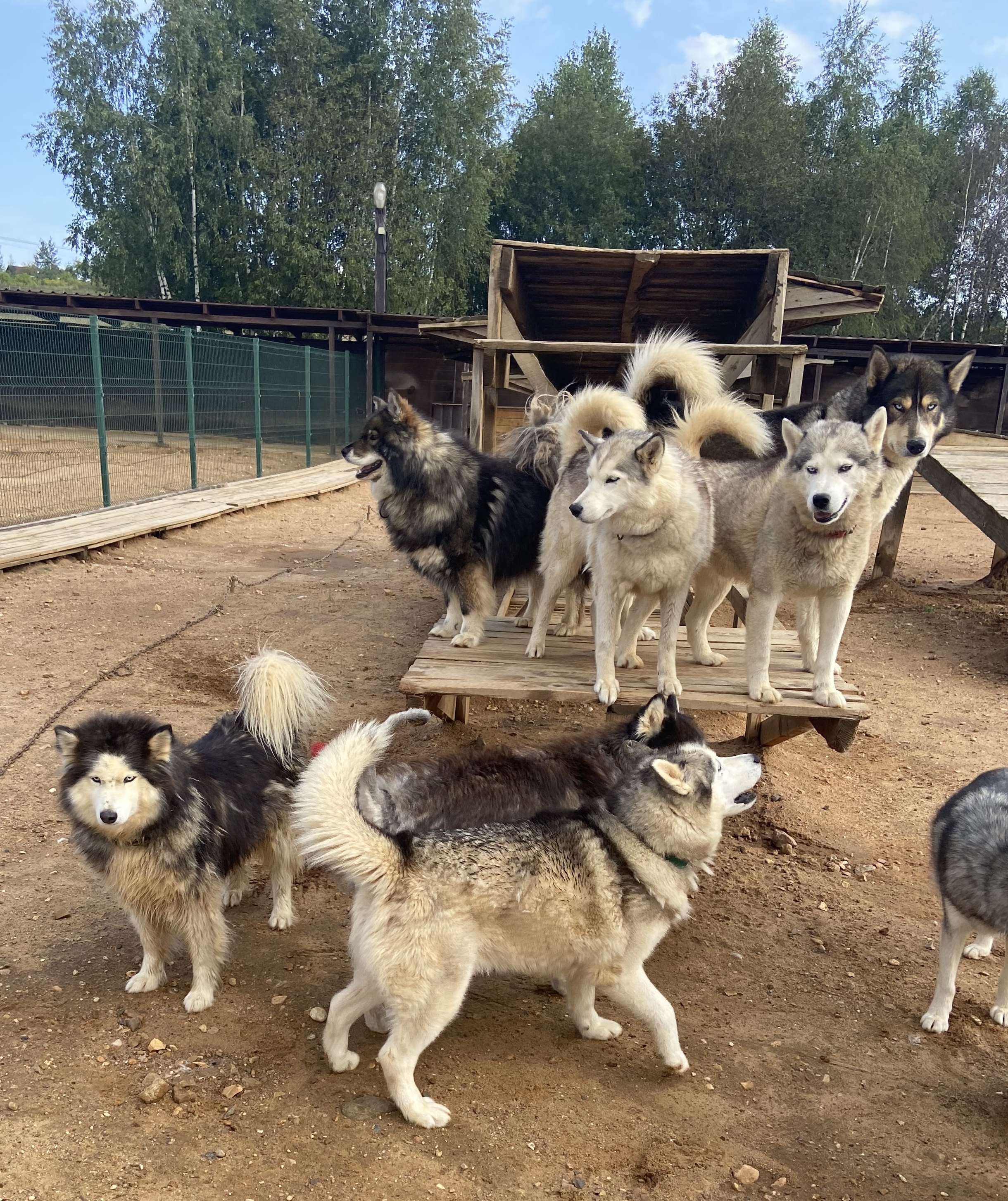
Вольер

В 2021 в питомнике содержалось 130 хаски, спасенных из самых разных стран: Бахрейна, Кипра и т. д.
Есть ферма домашних мини-животных: свиньи, козы и домашней птицы: голубей, кур декоративных пород, гусей, уток, индюков.
Помимо хаски в парке в разные периоды жили следующие породы собак: самоеды и маламуты, русские гончие, аляскинские хаски

## Деятельность
Комплекс является местом реабилитации хаски, лаек и маламутов. Большинство из них либо сбежали от прежних хозяев, либо пострадали от недобросовестного обращения. Все вырученные питомником средства тратятся на уход за животными.
Зимой организаторы проводят ездовые туры в собачьих упряжках на короткие (от 4 км) и длинные (до 40 км) дистанции продолжительностью от 25 минут до 6 часов.
Летом здесь устраивают дог-трекинги— это однодневные и двухдневные пешие путешествия вместе с собакой на расстояния от 5 до 30 километров. В некоторых программах используют перемещение на байдарках.
По территории комплекса проводят экскурсии.
Центр ведет активную просветительскую и образовательную деятельность.

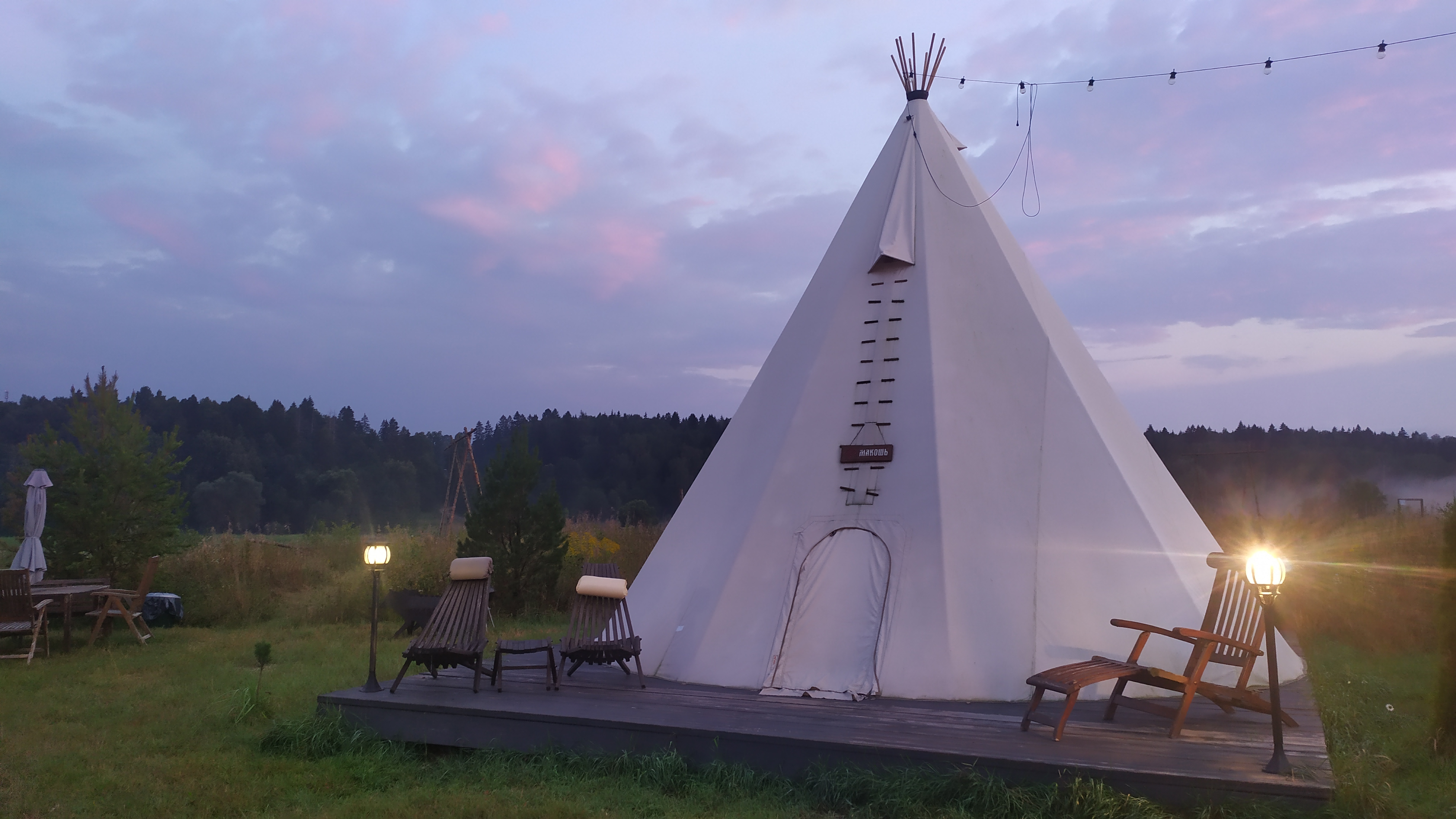
Гостевой типи вечером

## Инфраструктура
На территории «Рузской Аляски» находится питомник, ферма и кафе, типи-кэмпинг, Гостевые дома, баня
Парк работает круглый год.
Площадь парка — 16 га.

## Награды
В 2020 кемпинг «Рузская Аляска» (номинация «Кемпинг (глэмпинг) года») занял второе место в конкурсе «Лучшая организация туристской индустрии в Московской области» на приз губернатора региона в 2020.
В 2021 глэмпинг «Рузская Аляска» вошел в 10 лучших глэмпингов Подмосковья. Гости проживают в типи.